# Nolaseniola plecopteroides
Nolaseniola plecopteroides är en fjärilsart som beskrevs av Embrik Strand 1920. Nolaseniola plecopteroides ingår i släktet Nolaseniola och familjen nattflyn. Inga underarter finns listade i Catalogue of Life.